# Batalha de Barrosa
A Batalha de Barrosa ou Batalha de Chiclana (5 de Março de 1811) foi um ataque fracassado das forças francesas a uma força anglo-luso-espanhola numericamente superior, na tentativa de pôr fim ao Cerco de Cádis, em Espanha, no período da Guerra Peninsular. Durante a batalha, uma única divisão britânica derrotou duas divisões francesas e capturou o estandarte de um regimento.
Cádis tinha sido sujeita a uma circunvalação, pelos franceses, no início de 1810, ficando acessível apenas a partir do mar, mas, em Março do ano seguinte, uma diminuição do exército sitiador, deu oportunidade à guarnição anglo-espanhola de acabar com o cerco. Uma força Aliada de grande dimensão embarcou em Cádis em direcção a sul para Tarifa, para atacar as forças do cerco pela sua retaguarda. Os franceses, sob o comando do marechal Victor, aperceberam-se da manobra Aliada e reorganizaram-se para preparar uma armadilha. Victor colocou uma divisão na estrada para Cádis, bloqueando a marcha das forças Aliadas, ao mesmo tempo que as outras duas divisões atacaram a retaguarda da divisão anglo-portuguesa comandada por Thomas Graham.
Depois de uma feroz batalha em duas frentes, os britânicos conseguiram repelir o ataque francês. A falta de apoio de um contingente espanhol de maior dimensão, impediu uma vitória definitiva, e as forças francesas conseguiram reagrupar-se e reocuparam as anteriores posições do cerco. A vitória táctica de Graham demonstrou ter pouco efeito estratégico no decorrer da guerra, a tal ponto que Victor clamou para os franceses a vitória nesta batalha, pois o cerco continuou até 24 de Agosto de 1812.

## Antecedentes

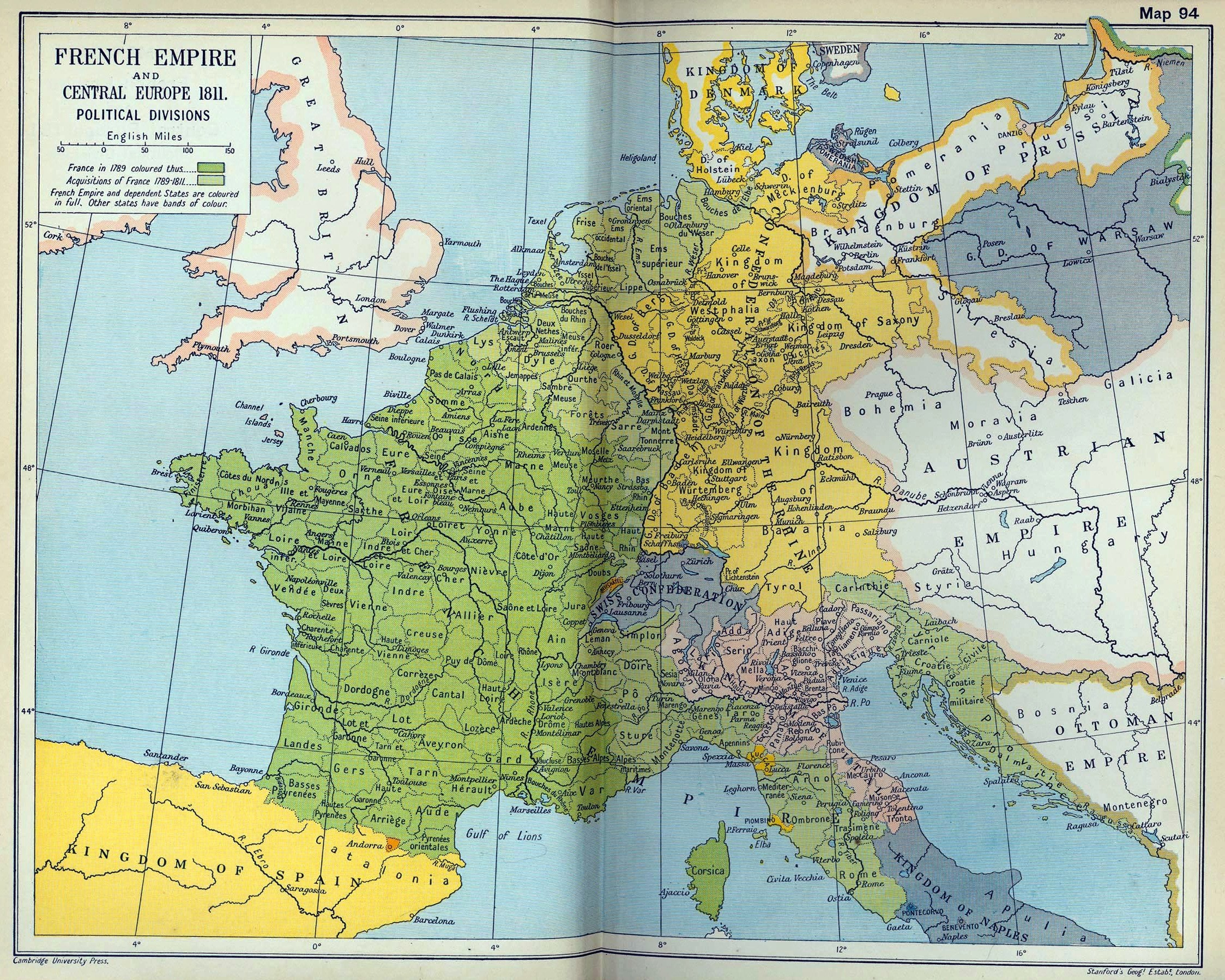
Império Napoleônico em 1811.

Prefeituras napoleônicas na Espanha em 1810.

Em Janeiro de 1810, a cidade de Cádis, um porto naval Aliado e a sede efectiva do governo espanhol desde a ocupação de Madrid, foi cercada pelas tropas francesas do I Corpo do marechal Soult, sob o comando do marechal Victor. A guarnição da cidade era apenas constituída por quatro batalhões de voluntários e recrutas mas, o Duque de Alburquerque ignorando as ordens da Junta espanhola, em vez de atacar as forças superiores de Victor, trouxe os seus 10 000 homens para reforçar o contingente da cidade.
Sob pressão, protestos e violência generalizada, a Junta demitiu-se, e um grupo de cinco homens formou uma Regência para governar em seu lugar. A Regência, reconhecendo que Espanha só podia ser salva com ajuda Aliada, solicitou ao Duque de Wellington para enviar reforços para Cádis; em meados de Fevereiro, desembarcaram em Cádis cinco batalhões anglo-portugueses, aumentando a guarnição para 17 000 homens, e reforçando a defesa da cidade. Os reforços continuaram a ser enviados e, em Maio, estavam na cidade 26 000 soldados, enquanto as forças francesas do cerco ascendiam a 25 000.
Embora o cerco tivesse mobilizado um número elevado de tropas espanholas, britânicas e portuguesas, Wellington aceitou esta situação como fazendo parte da sua estratégia dado que os franceses também tinham um número semelhante de tropas. Contudo, em Janeiro de 1811, a situação das forças de Victor começou a deteriorar-se. Soult deu ordens a Victor para enviar cerca de um terço das suas tropas para apoiar o ataque de a Badajoz, reduzindo as forças de bloqueio para 15 000 homens. Victor tinha poucas hipóteses de progredir contra a cidade com uma força desta dimensão, e nem sequer podia retirar-se — a guarnição de Cádis, se ficasse com mais espaço de manobra, tinha um número de homens suficiente para controlar a Andaluzia.

## Preliminares
No seguimento da apropriação de várias tropas de Victor por Soult, os Aliados viram uma oportunidade para atacar o marechal Victor. Uma força expedicionária anglo-espanhola foi enviada por mar desde Cádis para Tarifa, com o objectivo de se dirigir para norte e atacar a retaguarda francesa. Esta força tinha cerca de 8 mil soldados espanhóis e 4 mil britânicos, e era liderada pelo general Manuel la Peña, que tinha sido nomeado para tal numa base política dado ser visto como incompetente. Para acompanhar o assalto de la Peña, foi enviado o general José Pascual de Zayas y Chacón com uma força de 4 mil soldados espanhóis desde Cádis, através da Ilha de León.
O contingente britânico - uma divisão anglo-portuguesa - comandada pelo tenente-general Thomas Graham — zarpou de Cádis a 21 de Fevereiro de 1811, um pouco mais tarde do que o planeado. As forças de Graham não conseguiram desembarcar em Tarifa devido ao mau tempo e foram forçadas a navegar até Algeciras, onde desembarcaram a 23 de Fevereiro. Juntamente com um batalhão liderado pelo coronel Browne, as tropas marcharam até Tarifa a 24 de Fevereiro, onde receberam reforços da guarnição aí sediada. No dia 27 de Fevereiro, chegaram as forças de la Peña, que tinham saído de Cádis três dias depois das de Graham e, apesar de também terem encontrado mau tempo, conseguiram efectuar o desembarque em Tarifa.
Para aumentar a força dos Aliados, um contingente de tropas irregulares do general Begines recebeu ordens para sair de Ronda a 23 de Fevereiro, e juntar-se à força principal anglo-espanhola. Desconhecendo os atrasos das tropas que vinham de barco, Begines progrediu até Medina-Sidonia à procura do exército Aliado; sem apoio, e envolvidos em escaramuças com o flanco direito de Victor, regressou às montanhas de Ronda. O general Cassagne, comandante do flanco de Victor, informou o marechal da crescente ameaça. Victor reagiu enviando três batalhões de infantaria e um regimento de cavalaria para reforçar a força de Cassagne, e ordenou que se fortificasse Medina-Sidonia.

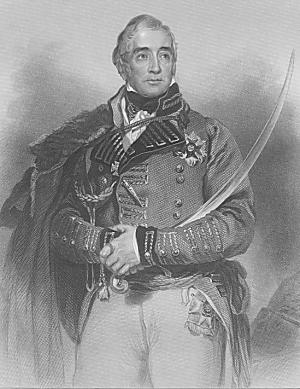
Retrato de Thomas Graham do frontispício da sua biografia por Alexander M. Delavoye, publicada em 1880.

Depois de se ter reunido, a força conjunta Aliada iniciou a marcha para norte em direcção a Medina-Sidonia a 28 de Fevereiro, e la Peña deu ordem às tropas irregulares de Begines para se juntar a ele em Casas Viejas. Ali, Begines foi informado de que Medina-Sidonia estava mais guardada do que se esperava. Em vez de atacar os franceses e forçar Victor a reduzir o cerco, mobilizando mais tropas para defesa da cidade, la Peña decidiu que o exército Aliado devia efectuar uma marcha pelo campo e apanhar a estrada, em vez de saírem de Tarifa através de Vejer e Chiclana, para Cádis.
Esta alteração de plano, juntamente com o mau tempo e insistência de la Peña em marchar apenas à noite, resultou em dois dias de atraso para as forças Aliadas. La Peña enviou uma mensagem para Cádis informando Zayas do atraso, mas essa informação não foi recebida, e, a 3 de Março, Zayas lançou o seu ataque como planeado. Foi instalada uma ponte flutuante no Caño de Sancti Petri, e enviado um batalhão para estabelecer uma cabeça de ponte antes da chegada da força principal. Victor não permitiu que a guarnição de Cádis (cerca de 13 000 homens) efectuasse um assalto às suas linhas enquanto ele estivesse a ser ameaçado do exterior; assim, na noite de 3 para 4 de Março, enviou seis companhias de voltigeurs para destruir as fortificações da cabeça de ponte e prevenir um ataque. O batalhão de Zayas foi expulso da sua posição, com trezentas vítimas espanholas, e foi forçado a bater em retirada para a ilha através da ponte flutuante.
Entretanto, o marechal Victor recebeu informações de um esquadrão de dragões, que tinha sido expulso de Vejer, sobre uma força anglo-espanhola muito forte a dirigir-se pela estrada oeste desde Tarifa. Juntamente com a intensa actividade da guarnição de Cádis, Victor concluiu que as tropas que se aproximavam, dirigiam-se para aquela cidade; a orientação da sua marcha era, assim, previsível, e decidiu preparar uma armadilha. A divisão do general Eugene-Casimir Villatte foi enviada para bloquear a zona mais estreita da península que ia dar à estrada do oeste, cortando o acesso a Sancti Petri e à Ilha de Léon. Duas outras divisões, sob o comando dos generais François Amable Ruffin e Jean François Leval, receberam ordens para se esconderem na densa floresta de Chiclana e se colocar em posição para atacar o flanco dos Aliados, enquanto estes atacassem a divisão de Villatte.
Depois de mais uma noite a marchar, a 5 de Março os Aliados chegaram a uma colina a sudeste de Barrosa, o Cerro del Puerco (também referido como o Cume de Barrosa). Os batedores relataram a presença da força de Villatte e la Peña deu ordem à sua divisão da frente para avançar. Com a ajuda de um ataque das tropas de Zayas desde Cádis, e reforçados por uma brigada da divisão do Príncipe de Anglona, os espanhóis empurraram a força de Villatte para a enseada de Almanza. La Peña recusou o pedido da sua força avançada para perseguir os franceses em fuga que, assim, conseguiram reagrupar-se no lado mais longe do rio. A divisão anglo-portuguesa manteve-se atrás, em Cerro del Puerco, para defender a retaguarda e o flanco direito da força principal de la Peña.

## A batalha

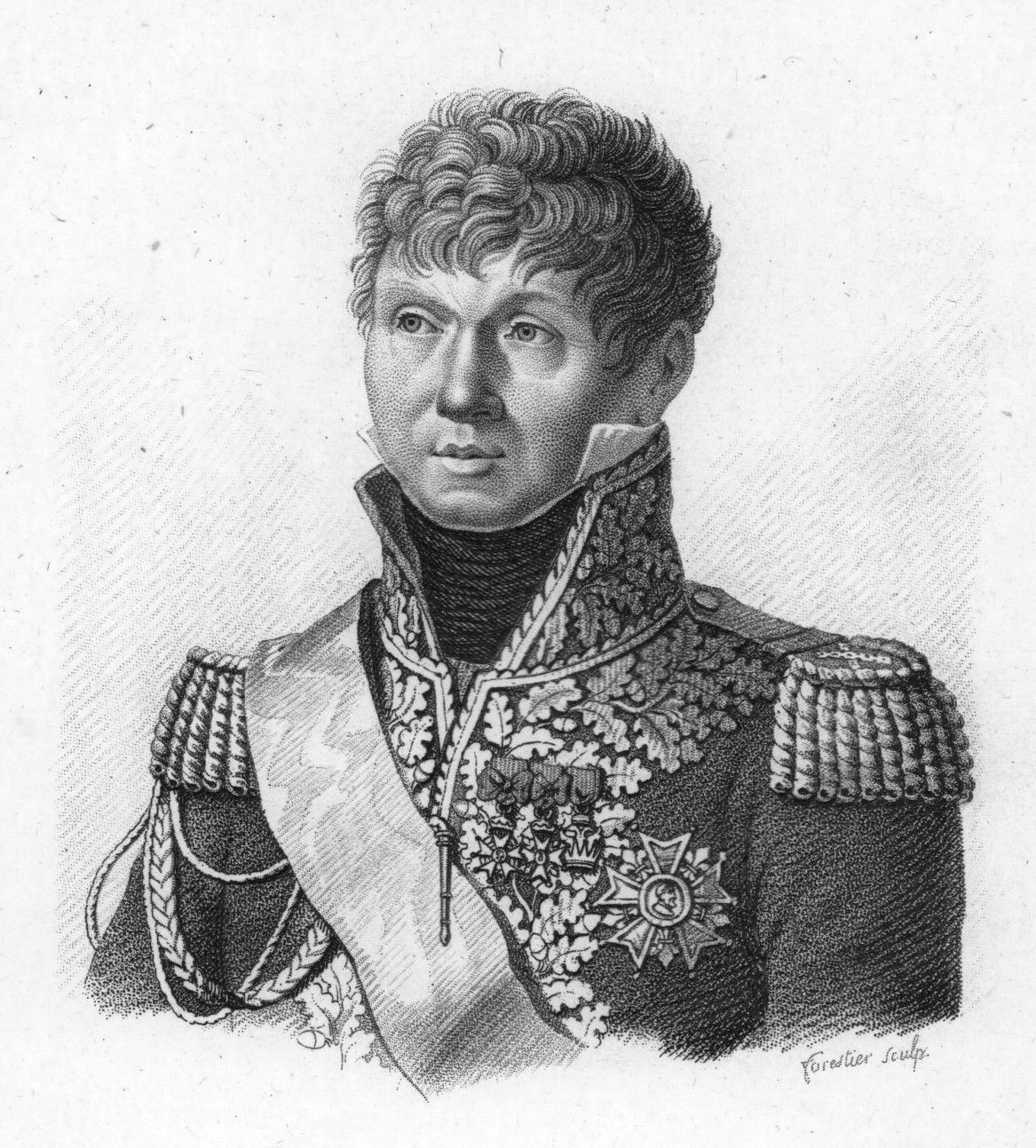
Marechal Victor, duque de Belluno.

Depois de ter aberto a rota para Cádis, la Peña deu instruções a Graham para levar as suas tropas para Bermeja. Contudo, Graham achava que não se devia deixar a sua posição sem ninguém, pois o flanco e a retaguarda ficariam expostos; assim, uma força de cinco batalhões espanhóis e o batalhão de Browne, permaneceram no local para defender o Cume de Barrosa. Para reforçar o apoio, três esquadrões de cavalaria espanhóis e dois esquadrões de cavalaria da King's German Legion, sob o comando do coronel Samuel Ford Whittingham, foram colocados nos flancos daquela força recuada, do lado da costa. A divisão de Graham seguiu, então, para norte, como ordenado - em vez de desceram da colina para a estrada costeira, efectuaram um caminho através de pinheiros para a zona oeste do Cume. Este caminho era mais curto e mais prático para a artilharia mas tinha a desvantagem de, devido à concentração de muitas árvores, impedir a visibilidade em todas as direcções.

### Ataque francês
Victor ficou desapontado por Villatte não ter conseguido bloquear a estrada de Cádis por mais tempo, mas continuava confiante que as suas forças iriam empurrar os Aliados até ao mar. O marechal verificou que uma grande parte das forças espanholas se tinha instalado do lado oposto ao do de Villatte e, sabendo que no Cume de Barrosa não estava ninguém, percebeu que havia aqui uma oportunidade de conquistar esta importante posição. Ao mesmo tempo que Ruffin recebia instruções para ocupar o cume, enquanto Leval atacava as tropas de Graham no bosque, três esquadrões de Dragões foram enviados para rodear o Cerro e tomar a via costeira.
O plano de Victor entrou em acção. O avanço de Ruffin foi suficiente para enviar cinco batalhões espanhóis de retaguarda, deixando apenas o batalhão de Browne a defender o cume e, confrontada pelos Dragões franceses, a cavalaria de Whittingham decidiu retirar-se. Whittingham cedeu um esquadrão dos hussardos King's German Legion a Browne para apoiar a sua retirada; inicialmente, Browne posicionou o seu batalhão nas ruínas de uma capela no topo mas, vendo a retirada de Whittingham e detectando o avanço de seis batalhões franceses em sua direcção, pouco mais podia fazer que ceder e procurar as forças de Graham no bosque. O Cume de Barrosa foi tomado, sem qualquer oposição, tal como Victor pretendia, e Ruffin instalou uma bateria de artilharia no seu topo.

### A resposta de Graham

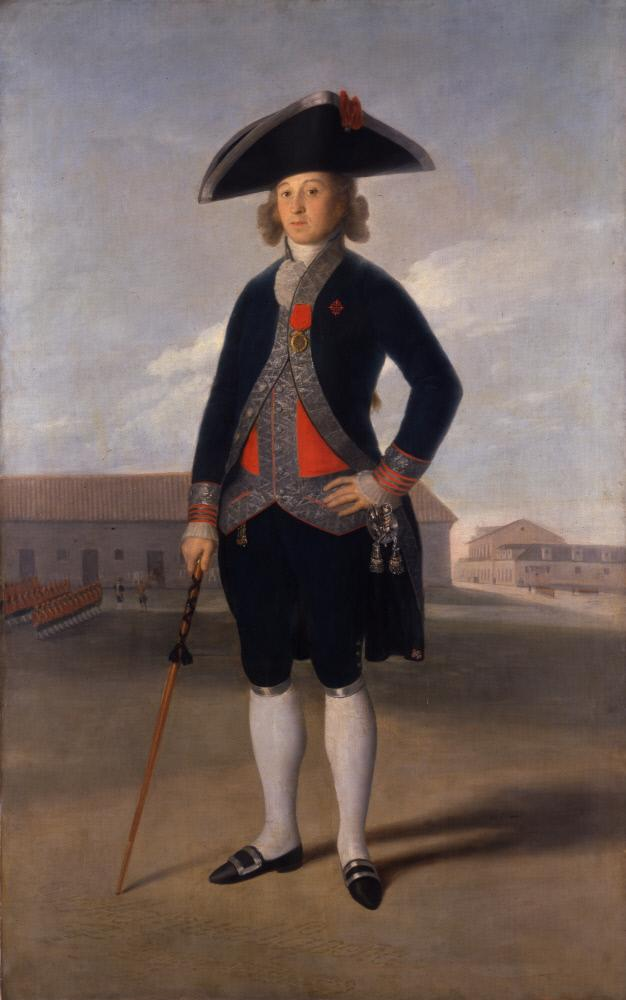
Manuel la Peña, pintado por Francisco de Goya, 1799, (Sociedade Hispânica do Museu América, Nova Iorque).

Entretanto, a meio caminho da sua marcha para se juntar a la Peña, Graham recebeu informações, pela guerrilha espanhola, de que havia soldados franceses na floresta de Chiclana. Dirigindo-se para a retaguarda das suas colunas, observou os batalhões espanhóis a sair do cume, a divisão de Ruffin a subir a encosta e a divisão de Leval a aproximar-se de leste. Percebendo que a força Aliada estava em perigo de ser esmagada, Graham desobedeceu às instruções que tinha e direccionou a sua divisão de encontro à ameaça que se aproximava do seu flanco e retaguarda. Ordenou à brigada do general Dilkes que tomasse o cume, enquanto a brigada do coronel Wheatley era enviada para acompanhar a força de Leval para leste.
Devido à demora em mobilizar uma brigada completa para se colocar em formação de combate, Graham sabia que tinha que atrasar os franceses. Decidiu, então, dar ordens a Browne, que se tinha juntado à divisão, para levar os seus batalhão de 536 homens pela encosta do Cume de Barrosa contra os 4 mil homens e artilharia da divisão de Ruffin. O coronel Barnard, que liderava o batalhão ligeiro da brigada de Wheatley, e o coronel Bushe, no comando de duas companhias ligeira de atiradores portugueses, receberam ordens para atacar através do bosque e deter o avanço de Leval.

### O Cume de Barrosa
Subindo pelo cume que tinha acabado de abandonar, o batalhão de Browne ficou debaixo de fogo intenso da infantaria e da artilharia de Ruffin. Alguns tiros depois, e metade do batalhão tinha sido dizimado e incapaz de prosseguir; os homens de Browne fugiram refugiando-se nos declives da encosta, onde puderam recolocar-se e responder ao ataque. Apesar do seu sucesso, Ruffin não pode descer da colina para atacar os restantes homens do batalhão de Browne, pois a brigada de Dilkes vinha agora a sair da floresta e a tomar posição na base da encosta.
Dilkes, em vez de seguir o caminho de Browne pela encosta, avançou para a direita onde havia mais protecção, não visível pelos franceses. Deste modo, a artilharia não os conseguia atingir, e a brigada de Dilkes conseguiu aproximar-se do topo do cume sem sofrer perdas significativas. Por esta altura, no entanto, a sua formação encontrava-se desorganizada, e Ruffin decidiu mobilizar quatro colunas do seu batalhão num tentativa de tirar as forças remanescentes de Dilkes da encosta. Contra as expectativas francesas, a infantaria de linha britânica conseguiu bloquear as colunas atacantes, ocasionando uma troca de tiros. O marechal Victor, no topo do cume, chamou a sua reserva, em duas colunas de granadeiros. Estas colunas, tal como as quatro anteriores, foram sujeitas a um fogo intenso de mosquetes e foram bloqueadas a poucos metros da linha britânica. Como as primeiras quatro colunas começaram a recuar no terreno, Victor chamou as suas reservas para o apoiar. No entanto, conforme as duas colunas de granadeiros tentavam sair das suas posições, ficavam debaixo do fogo dos restantes soldados do batalhão de Browne. Impedida de se reunir, toda a força francesa separou-se e fugiu para o vale mais abaixo.

### O avanço de Leval

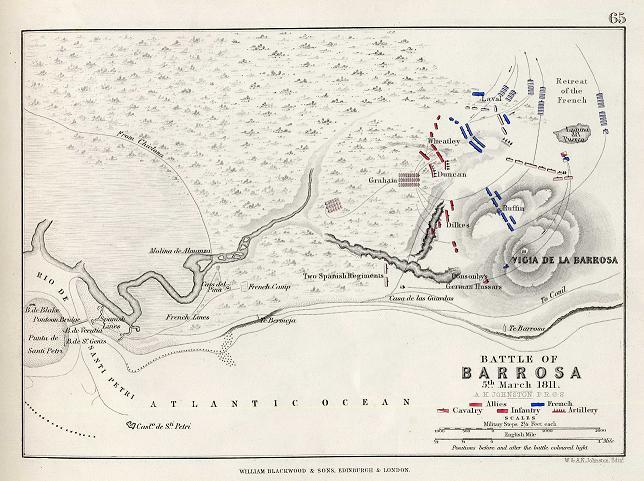
Mapa da batalha de Alison's History of Europe.

Enquanto Dilkes se dirigia para a posição de Ruffin no Cume de Barrosa, Barnard e as companhias ligeiras avançaram através da floresta em direcção à divisão de Leval. Sem saber do ataque iminente britânico, os franceses não tomaram as devidas precauções e avançaram organizados em duas colunas, sem uma linha de vanguarda de voltigeurs. O súbito aparecimento de atiradores causou uma enorme confusão, levando a que alguns regimentos franceses, pensando que a cavalaria estava presente, formassem em quadrado. Estes eram os alvos principais da metralha disparada por dez canhões sob o comando do major Duncan, o qual, tendo feito uma progressão rápida através da floresta, chegou a tempo de apoiar a linha de atiradores. Conforme a situação se foi estabilizando, os franceses organizaram o seu ataque, como habitual, em "colunas de divisões" — sempre debaixo do fogo das companhias ligeiras de Barnard e da artilharia de Duncan. Finalmente, agora com os franceses formados em coluna e a dar início ao seu avanço, Barnard foi forçado a recuar. Os homens de Leval encontraram algumas das companhias de Bushe, do regimento de infantaria n.º 20 português, que apoiaram a retirada do batalhão ligeiro e mantiveram os franceses ocupados até a brigada de Wheatley se ter formado em linha no limite da floresta. As companhias ligeiras que se estavam a retirar, juntaram-se às tropas de Wheatley; a divisão de Leval, de 3,8 mil homens, marchava agora numa linha anglo-portuguesa de 1,4 mil homens, apoiada por canhões.
Embora em vantagem numérica, os franceses tinham a consciência de que estavam a lutar com uma força superior. Tendo sido atacados pelas companhias ligeiras de Barnard e Bushe, e a ser alvo do fogo da linha principal britânica, os franceses precisavam de tempo para passar da formação em coluna para linha. No entanto, Wheatley atacou o mais rápido possível, e só um dos batalhões de Leval foi capaz de se organizar, ainda que parcialmente. A primeira coluna francesa atacada por Wheatley foi derrotada após os primeiros disparos. A 8.ª Linha, parte desta coluna, sofreu 50% de baixas e perdeu a sua Águia. A captura do estandarte - o primeiro a ser tomado em batalha pelas forças britânicas na Guerra Peninsular - custou a vida do alferes Keogh dos fuzileiros irlandeses, e foi definitivamente capturada pelo sargento Patrick Masterson. À medida que a brigada de Wheatley avançava, encontrou o único batalhão francês, da 54.º Linha, a formar em linha. Foram precisos três ataques para derrotar este batalhão, o qual fugiu para o seu lado direito, encontrando o remanescente da divisão de Leval, também em fuga.

### Retirada francesa
As divisões de Ruffin e Leval fugiram em direcção à Laguna del Puerco, onde estava Victor. O marechal conseguiu mobilizar dois ou três batalhões, relativamente ilesos, para poder cobrir a reorganização das suas forças e assegurar a sua retirada; mas Graham também tinha conseguido juntar os seus homens, exaustos, levando-os, juntamente com a artilharia de Duncan, até à nova posição de Victor. O moral dos franceses estava em baixo; quando um esquadrão dos hussardos do KGL cercou o Cerro, o choque foi demasiado pesado para os soldados franceses, que bateram em retirada.
Ao longo da batalha, la Peña recusou-se terminantemente a dar ajuda aos seus aliados anglo-portugueses. Foi informado do avanço francês ao mesmo tempo que Graham, e decidiu entrincheirar todas as suas forças no istmo, defendendo a aproximação à Ilha de Léon. Quando soube da decisão de Graham de atacar as duas divisões francesas, o comandante espanhol estava convencido de que os franceses sairiam vitoriosos e, assim, manteve-se no mesmo local; Zayas pediu, por várias vezes, para ir ter com Graham, mas la Peña não lhe deu permissão. Quando soube que os ingleses tinham vencido, la Peña negou-se, mais uma vez, a perseguir os franceses em retirada, contra, novamente, os protestos de Zayas.

## Consequências
Furioso com la Peña, na manhã seguinte Graham juntou os seus feridos, recolheu alguns objectos como troféus do campo de batalha e marchou em direcção a Cádis; com desprezo, la Peña mais tarde acusaria Graham de perder a campanha para os Aliados. É quase certo que, se os Aliados tivessem pressionado as posições francesas imediatamente a seguir à batalha ou na manhã do dia 6 de Março, o cerco teria sido derrubado. Embora Victor tivesse conseguido reunir as suas tropas em Chiclana, o pânico estava instalado nas linhas francesas. À espera de nova ofensiva, Victor tinha feito planos para bloquear o avanço Aliado o tempo necessário para explodir os fortes cercados e permitir ao I Corpo retirar-se para Sevilha. A confusão era tal entre os franceses que, apesar dos Aliados não estarem em acção, uma bateria foi destruída sem qualquer ordem dada.
La Peña decidiu não prestar atenção ao plano de Graham e do almirante Richard Keats de avançar com cuidado contra os franceses em Chiclana, e até se recusou a enviar batedores a cavalo para ver o que Victor estava a fazer. Depois de permanecer entrincheirado em Bermeja durante os dias 5 e 6 de Março, o exército espanhol atravessou a Ilha de León no dia seguinte, deixando, apenas, as tropas irregulares de Begines no continente. Esta força conseguiu, por pouco tempo, defender Medina-Sidonia, e regressou às montanhas de Ronda. A 8 de Março, três dias depois da batalha, Victor reorganizou as suas forças até à secção sul das suas linhas, e o cerco foi, de novo, reposto. Este iria continuar por mais 18 meses até, finalmente, ser abandonado a 24 de Agosto de 1812, quando Soult deu ordens para uma retirada geral no seguimento da vitória Aliada na Batalha de Salamanca.
Apesar da conduta do seu comandante-geral, tanto o sucesso espanhol na enseada de Almanza, como as acções de Graham no Cume de Barrosa, aumentaram o moral dos espanhóis. La Peña foi presente a tribunal marcial, principalmente por ter recusado perseguir os franceses em retirada, sendo absolvido, mas retirado do comando. Numa altura em que as relações anglo-espanholas estavam tensas, as críticas de Graham aos seus aliados espanhóis tiveram como consequência a sua retirada de Cádis, sendo transferido para o exército principal de Wellington.
Tanto ao nível táctico, como em número de vítimas provocadas, a batalha representou uma vitória britânica. As tropas de Graham derrotaram uma força francesa quase duas vezes superior, apesar de terem marchado durante toda a noite anterior e parte do dia da batalha. Os britânicos perderam cerca de 1 240 homens, incluindo os contingentes português e alemão sob o comando de Graham, enquanto que Victor perdeu cerca de 2 380. Os espanhóis sofreram entre 300 a 400 vítimas. No entanto, ao nível estratégico, não conseguiram deter os franceses permitindo, assim, que Victor reocupasse as suas linhas de cerco. O marechal chegou a clamar para si a vitória dado que as posições no terreno de ambos os lados se mantiveram.
Em Novembro de 1811, o Príncipe Regente britânico mandou fazer uma medalha para comemorar "a brilhante vitória obtida sobre o Inimigo"; foi entregue aos oficiais superiores britânicos presentes na batalha.

## Na ficção

### Livros
- Cornwell, Bernard, Sharpe's Fury: Richard Sharpe and the Battle of Barrosa, March 1811, HarperCollins, 2006, ISBN 978-0-06-053048-8.